# Chlorure d'osmium(V)
Le chlorure d'osmium(V) est un composé chimique de formule OsCl5. Il s'agit d'un solide cristallisé noir, isomorphe avec le pentachlorure de rhénium (en) ReCl5. Peu soluble dans les solvants polaires, il est facilement soluble dans le trichlorure de phosphoryle POCl3 en prenant une couleur brun rouge, et peut alors être isolé sous forme solvatée OsCl5·POCl3. La structure cristalline de l'OsCl5 appartient au système monoclinique dans le groupe d'espace P21/c (no 14) avec pour paramètres a = 917 pm, b = 1 150 pm, c = 1 197 pm et β = 109,0°.
On peut obtenir de petites quantités de chlorure d'osmium(V) en faisant réagir de l'hexafluorure d'osmium OsF6 avec un excès de trichlorure de bore, BCl3 :
2 OsF6 + 4 BCl3 ⟶ 2 OsCl5 + 4 BF3 + Cl2.
On peut également le produire par action de dichlorure de soufre SCl2 sur le tétroxyde d'osmium OsO4 :
2 OsO4 + 8 SCl2 + 5 Cl2 ⟶ 2 OsCl5 + 8 SOCl2.